# 특명
특명(特命, Special Mission)은 한국에서 제작된 김선경 감독의 1976년 액션 영화이다. 라호룡 등이 주연으로 출연하였고 김용덕 등이 제작에 참여하였다.

## 출연

### 주연
- 라호룡
- 김정란
- 이용주
- 한국남

### 조연
- 장일식
- 윤이나
- 박동룡
- 김왕국
- 김영인
- 최무웅

## 제작진
- 제작부장: 조윤호
- 제작관리부문: 조영길
- 촬영부: 장석훈
- 조명: 이기준
- 조명부: 한갑석
- 스크립터: 하주택
- 조감독: 조명화
- 조감독: 김기현
- 음향: 손효신
- 미술: 이명수
- 소품: 박영재
- 분장: 이경려
- 의상: 이해윤
- 진행: 김인진
- 현상: 우성칼라라보